# En la brecha
En la brecha es un cortometraje político de 1937 producido por la Industria del Espectáculo de Barcelona colectivizada por la CNT y dirigido por Ramón Quadreny.

## Sinopsis
Se narra principalmente una jornada laboral en una fábrica textil catalana colectivizada durante la Revolución Española de 1936 por el sindicato anarquista CNT.

## Principales escenas
- Un trabajador de una empresa colectivizada se dirige a un comité para comentar que en el taller donde trabaja no existe delegado y recibe asesoramiento.
- Un delegado de una empresa comunica la baja por enfermedad de una trabajadora.
- Se ven distintos vehículos colectivizados por sindicatos.
- El delegado se dirige a un taller textil donde se ven numerosas mujeres trabajando.
- El delegado come con su familia.
- Un grupo de obreros hace la instrucción.
- Unos obreros se sienten orgullosos de lo que han conseguido y de la transformación de la sociedad en Cataluña.
- Se ve una clase en la que se enseña a unas mujeres matemáticas aplicadas a la economía familiar.
- Planos de obreros trabajando.
- Reunión de unos obreros para discutir cuestiones relativas a la producción. A través de un feedback se ve una escena de la misma sala de reuniones en el año anterior donde se ve a un propietario burgués con pose de suficiencia sobre sus trabajadores dando órdenes y que se insinúa a una secretaria. Se vuelve a la reunión del presente de los obreros donde se propone la creación de una biblioteca científica. Luego se comenta que la situación de los obreros que se encuentran en el Ejército Popular es transitoria y que sus energías deben emplearse en los talleres y no en los cuarteles.
- El cortometraje concluye con un plano en el que se muestran chimeneas industriales junto a un miliciano armado mientras suenan los acordes del himno A las barricadas.

## Licencia
El cortometraje cuenta con la siguiente licencia:

Esta película es propiedad de la Confederación Nacional del Trabajo, C.N.T. Todos los derechos reservados a la Confederación Nacional del Trabajo. Se permite sin ánimo de lucro:
La reproducción, carga, presentación, ejecución, transmisión y distribución pública de este documental. Se prohíbe, sin el permiso por escrito de la C.N.T.: La ingeniería inversa, traducción, adaptación, arreglo o cualquier otra transformación del documental y la reproducción de los resultados de tales actos.